# Futebol nos Jogos Olímpicos de Verão de 2016 - Convocações femininas
As listas a seguir se referem às atletas convocadas pelas equipes de seus países para a disputa do torneio de futebol feminino nos Jogos Olímpicos de Verão de 2016, no Rio de Janeiro.
Diferente do torneio masculino, não há restrições de idade no torneio feminino. Cada equipe deverá enviar um time de 18 jogadoras sendo no mínimo duas goleiras. Cada equipe pode também manter uma lista alternativa de 4 jogadoras que poderão substituir qualquer atleta da lista oficial em caso de lesão.

## Grupo E

### Brasil
Treinador:  Vadão

### China
Treinador:  Bruno Bini

### Suécia
Treinadora:  Pia Sundhage

### África do Sul
Treinadora:  Vera Pauw

## Grupo F

### Canadá
Treinador:  John Herdman

### Australia
Treinadora:  Alen Stajcic

### Zimbabwe
Treinadora:  Shadreck Mlauzi

### Alemanha
Treinadora:  Silvia Neid

## Grupo G

### Estados Unidos
Treinadora:  Jill Ellis

### Nova Zelândia
Treinadora:  Tony Readings

### França
Treinador:  Philippe Bergeroo

### Colômbia
Treinador:  Fabian Taborda